# Ivan Cerioli
Ivan Cerioli (Codogno, 26 de gener de 1971) va ser un ciclista italià que fou professional entre 1995 i 1998. Va combinar la carretera amb el ciclisme en pista.

## Palmarès en ruta
- 1990
  - 1r al Circuito Alzanese
- 1992
  - 1r a la Coppa Mobilio Ponsacco
- 1994
  - 1r al Circuito Guazzorese
  - 1r al Circuito Mezzanese
  - Vencedor d'una etapa al Baby Giro

### Resultats al Tour de França
- 1996. 121è de la classificació general

### Resultats a la Volta a Espanya
- 1998. Abandona